# Обросов, Александр Николаевич
Александр Николаевич Обросов (1895—1990) — советский учёный и педагог в области физиотерапии и курортологии, доктор медицинских наук (1948), профессор (1948), член-корреспондент АМН СССР (1957). Заслуженный деятель науки РСФСР (1960) и заслуженный деятель науки УзССР (1969). Директор  ЦНИИ курортологии и физиотерапии (1951—1958).

## Биография
Родился 19 сентября 1895 года в Вологодской губернии в семье учителей, брат профессора П. Н. Обросова.
С 1920 по 1925 год обучался на медицинском факультете Московского государственного университета. С 1925 по 1928 год на педагогической работе в Московском университете  на кафедре физиотерапии.  С 1928 по 1930 год обучался в аспирантуре, после окончания которой с 1930 по 1934 год на педагогической работе в Центральном институте усовершенствования врачей на кафедре физиотерапии.
С 1934 по 1980 год на научно-исследовательской работе в ЦНИИ курортологии и физиотерапии в должностях: старший научный сотрудник физико-технического отделения, с 1949 по 1951 и с 1958 по 1973 год — заместитель директора по науке, с 1951 по 1958 год — директор  ЦНИИ курортологии и физиотерапии, с 1973 по 1980 года — научный консультант этого института. Одновременно с основной деятельностью с 1951 по 1973 год — главный физиотерапевт Министерства здравоохранения СССР.

### Научно-педагогическая деятельность
Основная научно-педагогическая деятельность А. Н. Обросова была связана с вопросами в области физиотерапии и курортологии, теории рефлекторного действия физических факторов на организм. Под руководством А. Н. Обросова были начаты разработки физиотерапевтической аппаратуры, в том числе электросветолечебных аппаратов, им разрабатывался метод комплексного применения природных и преформированных физических факторов для лечения больных в условиях курортов и санаториев Советского Союза. С 1950 года А. Н. Обросов был председателем Правления Всесоюзного общества курортологов и физиотерапевтов. 
В 1936 году он защитил диссертацию на учёную степень кандидат медицинских наук, в 1948 года — доктор медицинских наук, в 1936 году ему было присвоено учёное звание старший научный сотрудник, в 1938 году доцент, в 1948 году ему было присвоено учёное звание — профессор. В 1957 году был избран член-корреспондентом АМН СССР. Под руководством А. Н. Обросова было написано около двухсот пятидесяти научных трудов, в том числе восемнадцати монографий,  под его руководством было защищено более шестидесяти кандидатских и докторских диссертаций. А. Н. Обросов являлся ответственным редактором редакционного отдела «Курортология и физиотерапия» Большой медицинской энциклопедии.
Скончался 8 января 1990 года в Москве. Похоронен на Введенском кладбище (участок 21).